# Aanhoudingseenheid
Een aanhoudingseenheid (AE) is een eenheid van de Nederlandse politie die is gespecialiseerd in het aanhouden van personen die de openbare orde verstoren of aanzetten tot wanorde. De eenheid opereert naast geüniformeerde agenten en maakt soms gebruik van zogenaamde Romeo's – agenten in burger die onopvallend tussen relschoppers kunnen opereren. De naam 'Romeo' komt uit het NAVO-alfabet, waarin de letter R staat voor deze codenaam.

## Taken en Werkwijze
De AE werkt doorgaans in burgerkleding en opereert in kleine teams van ongeveer acht personen. De eenheden mengen zich onopvallend in menigtes tijdens grootschalige verstoringen van de openbare orde, zoals rellen, demonstraties of voetbalwedstrijden. Ze hebben als doel om relschoppers gericht aan te houden en zo verdere escalatie te voorkomen.

## Oorsprong
De huidige AE vindt haar oorsprong in de methodieken die ontwikkeld werden door de Amsterdamse gemeentepolitie na de rellen rondom de inhuldiging van koningin Beatrix in 1980. Deze aanpak werd in de jaren daarna landelijk geïmplementeerd en kreeg een vaste plaats binnen de Mobiele Eenheid (ME).

## Historische Context
De AE heeft functionele en methodologische overeenkomsten met eerdere politie-eenheden zoals de Groep Bijzondere Opdrachten (GBO), die in de jaren 70 in Arnhem actief was. De GBO, ook wel het 'Gelders Bloed Orkest' genoemd, werd opgericht om criminaliteit en geweld in probleemgebieden zoals het Spijkerkwartier en de Korenmarkt aan te pakken. Deze eenheid stond bekend om haar harde optreden tegen pooiers, criminele bendes en later ook krakersrellen. Hoewel de GBO in 1980 werd opgeheven, legde haar zero-tolerancebeleid de basis voor gespecialiseerde interventie-eenheden zoals de AE.

## Training en Toelating
Voordat een politiemedewerker bij de AE kan worden ingedeeld, ondergaat deze een intensieve selectieprocedure. Dit omvat fysieke en mentale tests, gevolgd door een vijf weken durende opleiding. Na voltooiing wordt men ingedeeld bij een AE-team.

## Verschil met Aanhoudings- en Ondersteuningsteams (AT)
Een AE verschilt van een Aanhoudings- en Ondersteuningsteam (AT), dat wordt ingezet bij de aanhouding van vuurwapengevaarlijke personen en andere zeer risicovolle operaties.